# Antalya Stadyumu
Le Antalya Stadyumu, anciennement Antalya Arena, est un stade basé à Antalya (Turquie). Il est uniquement utilisé pour les rencontres de football.

## Histoire
Les travaux ont débuté en juin 2013. 
La construction devait initialement durer 800 jours, mais les travaux ont finalement nécessité 992 jours. Les coûts de construction ont dépassé les 80 millions. 
L'inauguration a lieu le 26 octobre 2015, avec un match de championnat entre Antalyaspor et Beşiktaş. 19 691 spectateurs assistent à ce match. Le premier but de l'histoire du stade est marqué par Necip Uysal, joueur de Beşiktaş.

## Structure
Les places du stade de football sont entièrement couvertes par un toit 16 000 m². Le toit est supporté par une structure en acier. Sur le bord intérieur du toit, un matériau transparent a été utilisé, pour fournir la pelouse avec le maximum de lumière naturelle.
Le toit du stade dispose de panneaux photovoltaïques, produisant en moyenne 7,200 kWh par jour.